# 市民民主党 (チェコ)
市民民主党（しみんみんしゅとう、チェコ語: Občanská demokratická strana; ODS）は、チェコ共和国の政党である。経済自由主義、保守主義、欧州懐疑主義を掲げる。

## 歩み
1991年、市民フォーラムの市場経済を指向する右派が同党から分離する形で結党。1992年の国民評議会選挙ではキリスト教民主党（KDS）と連合名簿「市民民主党＝キリスト教民主党」（Občanská demokratická strana-Křesťansko-demokratická strana：ODS-KDS）を作成して選挙戦を戦い第一党（その後、KDSはODSに吸収）となり、連邦レベルでは民主スロバキア運動と連立政権を発足させ、チェコスロバキア連邦共和国の解体を主導した。チェコ共和国ではキリスト教民主同盟＝チェコスロバキア人民党（KDU-ČSL）、市民民主同盟（ODA）と連立政権を作って、当時の党首であるクラウスが首相に就任した。
チェコ独立後の1996年に行われた上下両院選挙でも勝利し、与党として市場経済の導入や民主化を推進した。しかし、1997年の経済危機とODS内部での政治資金スキャンダルがきっかけで政権与党内部での対立が強まり、同年末にクラウス政権は辞職に追い込まれた。その後、党内の主導権争いに敗北した反クラウス派は自由連合（Unie svobody：US）を同年、結成した。翌1998年に任期を2年前倒しして行われた総選挙でチェコ社会民主党に第1党を明け渡し、野党となった。2002年の総選挙でも第2党に留まったが、2006年の選挙で第1党に返り咲き、KDU-ČSLおよび緑の党（SZ）と連立政権を組んだ。2010年の総選挙ではチェコ社会民主党に第1党の座を明け渡したが、緑の党などとの連立で政権を維持した。同年10月に行われた上院選挙では改選された27議席中8議席を得たのに留まり、上院多数派を社民党に譲り渡す結果となった。また2012年10月の上院選挙でも改選27議席中4議席の獲得で選挙前より9議席減となり、第2党に留まった。
側近が職権乱用と収賄疑惑で逮捕されたことをうけ、ペトル・ネチャス首相が2013年6月に辞任。その後を継いだイジー・ルスノク首相に対する信任案が否決されたことを受けて2013年10月に行われた下院選挙では、現有議席を大幅に下回る16議席を獲得するに留まり、第5党に後退した。
中道右派のキリスト教民主同盟＝チェコスロバキア人民党、TOP 09との3党で政党連合を組み、SPOLUとして臨んだ2021年10月の下院選挙では合計で71議席を獲得し、与党・ANO 2011の72議席には1議席だけ及ばなかったものの、同じく野党連合の海賊と市長の37議席を合わせて過半数を制したため、政権交代を実現させることとなった。

## 歴代党首
| 代 | 党首名 | 党首名                                  | 在任期間          |
| -- | ------ | --------------------------------------- | ----------------- |
| 1  |        | ヴァーツラフ・クラウス（Václav Klaus）  | 1991年 – 2002年   |
| 2  |        | ミレク・トポラーネク（Mirek Topolánek） | 2002年 – 2010年   |
| 3  |        | ペトル・ネチャス（Petr Nečas）          | 2010年 – 2013年   |
| 4  |        | マルティン・クバ（Martin Kuba）         | 2013年 – 2014年   |
| 5  |        | ペトル・フィアラ（Petr Fiala）          | 2014年 – （現職） |

## 選挙における党勢推移

### 下院
上段の（）内の数字は得票率。1992年の選挙結果はチェコ国民評議会選挙の結果である。
- 1992年
  - 得票：1,924,483（29.73）
  - 議席：76議席-キリスト教民主党（KDS）との連合名簿（ODS-KDS）。
- 1996年
  - 得票：1,794,560（29.62）
  - 議席：68議席
- 1998年
  - 得票：1,928,660（32.31）
  - 議席：63議席
- 2002年
  - 得票：1,440,279（30.20）
  - 議席：58議席
- 2006年
  - 得票：1,892,475（35.38）
  - 議席：81議席
- 2010年
  - 得票：1,057,792（20.22）
  - 議席：53議席
- 2013年
  - 得票：384,174（7.72）
  - 議席：16議席
- 2017年
  - 得票：572,962（11.32）
  - 議席：25議席
- 2021年
  - 得票：1 493 905（27.79) (投票連合合計)
  - 議席：34議席

### 上院
上段の改選結果は、選挙で獲得した議席数。下段の選挙後は、改選と非改選を合わせた議席数である。
- 1996年
  - 改選結果：32
- 1998年
  - 改選結果：9
  - 選挙後：25
- 2000年
  - 改選結果：8
  - 選挙後：22
- 2002年
  - 改選結果：9
  - 選挙後：26
- 2004年
  - 改選結果：18
  - 選挙後：36
- 2006年
  - 改選結果：14
  - 選挙後：41
- 2008年
  - 改選結果：3
  - 選挙後：36
- 2010年　
  - 改選結果：8
  - 選挙後：23
- 2012年
  - 改選結果：4
  - 選挙後：15
- 2014年　
  - 改選結果：2
  - 選挙後：14
- 2016年
  - 改選結果：3
  - 選挙後：9
- 2018年　
  - 改選結果：2
  - 選挙後：10

### 欧州議会選挙
- 2004年
  - 得票：700,942（30.04）
  - 議席：9議席
- 2009年
  - 得票：741,946（31.45）
  - 議席：9議席
- 2014年
  - 得票：116,389（7.67）
  - 議席：2議席
- 2019年
  - 得票：344,885（14.54）
  - 議席：4議席

出典
「チェコ国民評議会選挙結果」、「チェコ議会下院選挙結果」。ポスト社会主義諸国の政党・選挙データベース作成研究会編『ポスト社会主義諸国　政党・選挙ハンドブックⅡ』（京都大学地域研究統合情報センター）、13～16頁
「チェコ議会上院選挙結果」。前掲書17～19頁
「チェコ欧州議会選挙結果」。前掲書20～21頁
チェコ統計局
在チェコ日本大使館作成「チェコ上院選挙最終結果（平成24年10月22日）」 (PDF) 